# Zaïnaba Ahmed
Zaïnaba Ahmed (geb. 1960 in Mitsamiouli, Grande Comore, Protektorat der Komoren (Fr)) ist eine Sängerin aus den Komoren. Sie war die erste Künstlerin aus den Komoren, die einen Vertrag mit einer ausländischen Plattenfirma erhielt, während sie zugleich weiterhin auf den Inseln lebte.

## Leben
Ahmed wurde in Mitsamiouli geboren. Ihre Familie war nicht reich. Zaïnaba hatte neun Geschwister. Sie begann im Alter von fünf Jahren bei Hochzeiten aufzutreten.

## Karriere
Sie brachte fünf Kinder zur Welt, veröffentlichte drei Alben mit traditioneller komorischer Musik und engagierte sich auch politisch als Aktivistin für Frauenrechte und war bei der Einführung eines Post-Systems für die Insel unterstützend tätig. Daneben hat sie auch einen Posten in der Regierung der Komoren. Ahmeds Musik ist gebildet aus der traditionellen Musik des Archipels. Ihre frühen Aufnahmen wurden mit Synthesizern und anderen Formen elektronischer Musik aufgenommen, aber ihre neueren Arrangements greifen nur auf eine minimale Begleitung zurück, bis auf einen Frauen-Chorus, Schlagzeug und an einer Stelle auch Gitarre. Sie ist bekannt als die „Goldene Stimme“ (voix d’or). Sie hat auch international Konzerte gegeben. Sie tritt auch noch immer bei Hochzeiten auf.